# Архангел Михаил (фрегат, 1704)
«Архангел Михаил» — парусный фрегат Балтийского флота Российской империи, находившийся в составе флота с 1704 по 1710 год, один из двух фрегатов одноимённого типа, головной фрегат серии. Во время службы принимал участие в Северной войне, в том числе в крейсерских плаваниях, охране транспортных судов и обороне Кроншлота. В дореволюционной литературе также иногда фигурирует как корабль.

## Описание судна
Парусный деревянный фрегат, один из двух фрегатов одноимённого типа, строившихся на Сясьской верфи с 1702 по 1705 год. Длина судна по сведениям из различных источников могла составлять 26,6—28,7 метра, ширина от 6,93 до 7,5 метра, а осадка от 3,25 до 3,5 метра. Вооружение судна состояло из 28 орудий, а численность экипажа могла составлять до 120 человек.

## История службы
Фрегат «Архангел Михаил» был заложен на стапеле Сясьской верфи в ноябре 1702 года и после спуска на воду в 1704 году вошёл в состав Балтийского флота России. Строительство вёл кораблестроитель Воутер Воутерсон. В мае того же года совершил переход с верфи в Санкт-Петербург.
Принимал участие в Северной войне 1700—1721 годов. С 1705 по 1710 год ежегодно с мая по октябрь в составе эскадр выходил из Санкт-Петербурга к Кроншлоту для защиты Санкт-Петербурга со стороны моря, а на зимовку каждый год уходил в Неву. Также периодически совершал крейсерские плавания и использовался для обучения экипажа, совершая маневры на рейде.
В кампанию 1704 года в августе находился у реки Волхов с целью приёма польских послов.
В кампанию 1705 года с мая по октябрь находился в составе эскадры под командованием вице-адмирала К. И. Крюйса и принимал участие в отражении атаки на Кроншлот шведского флота под командованием адмирала Корнелиюса Анкаршерны, в том числе вёл перестрелку с неприятельскими судами.
В 1707 году выходил в крейсерское плавание до Красной горки.
В списке «судов царского флота», находившегося в мае 1708 года на якорях в тридцати верстах от Санкт-Петербурга между островом Ричарда и Кроншлотом под общим командованием генерал-адмирала Ф. М. Апраксина и вице-адмирала К. И. Крюйса, составленном английским дипломатом Чарльзом Уитвортом, фигурирует во составе отряда из 12 кораблей, состоявшего из кораблей «Думкрат», «Олифант», «Нарва», «Санкт-Петербург», «Святой Михаил», «Ивангород», «Триумф», «Кроншлот», «Фама», «Дерпт», «Штандарт» и «Шлиссельбург».
С 1 (12) по 14 (25) мая 1710 года находился в составе эскадры Петра I, которая сопровождала до Берёзовых островов следовавшие в Выборг транспортные суда с войсками.
По окончании службы после 1710 года фрегат «Архангел Михаил» был разобран.

## Командиры фрегата
Командирами фрегата «Архангел Михаил» в разное время служили:
- капитан П. Фок (1704—1706 годы)[6][12];
- младший капитан П. Беземакер (1707—1710 годы)[9].